# Blackie and Son Limited
Blackie and Son Limited was een uitgeverij in Glasgow, Schotland en in Londen, Engeland, tussen  1890 en 1991. 
De firma werd opgericht in 1809 door John Blackie senior (1782-1874) als een samenwerkingsverband met twee anderen en was oorspronkelijk bekend als Blackie, Fullerton and Company. Het begon met een drukkerij in 1819 en werd omgedoopt tot Blackie and Son in 1831, en werd een naamloze vennootschap in 1890. Het bedrijf had vestigingen op  Willem IV Street, 16-18, Charing Cross, Londen en Stanhope Street 17, Glasgow, Schotland, en opende kantoren in Canada en India. Het bedrijf  stopte met publiceren in 1991. 
De bij Blackie and Son gepubliceerde boeken werden verkocht via een abonnement, met inbegrip van religieuze teksten en naslagwerken. Later verliet men dit systeem en ging men in het bijzonder educatieve teksten en kinderboeken publiceren, gebruik makend van de leerplicht uit 1870. 
Opmerkelijke boeken zijn de Kennett-bibliotheek, een reeks klassiekers naverteld voor scholen, met onder andere: Kidnapped, Little Women, Westward Ho!, The Black Arrow, Wuthering Heights en Ben-Hur. Het bedrijf publiceerde vanaf 1923 ook een aantal Flower Fairy-boeken van Cicely Mary Barker. 
In 1902 gaf Walter Blackie opdracht tot de bouw van een nieuwe woning op een perceel in Helensburgh ten westen van Glasgow. Op uitnodiging van hun illustrator Talwin Morris, werd de architect zijn vriend Charles Rennie Mackintosh. Dit huis werd Hill House, het wordt beschouwd als een van de mooiste creaties van Mackintosh.